# Cavalerie de la Garde impériale (Second Empire)
Pour les articles homonymes, voir Cavalerie de la Garde impériale.
La cavalerie de la Garde impériale correspond à l'ensemble des unités militaires de cavalerie appartenant à la Garde impériale de Napoléon III.